# Serafão
 (signalé en mai 2025).
Si vous disposez d'ouvrages ou d'articles de référence ou si vous connaissez des sites web de qualité traitant du thème abordé ici, merci de compléter l'article en donnant les références utiles à sa vérifiabilité et en les liant à la section « Notes et références ».
- Archive Wikiwix
- Bing
- Cairn
- DuckDuckGo
- E. Universalis
- Gallica
- Google
- G. Books
- G. News
- G. Scholar
- Persée
- Qwant
- (zh) Baidu
- (ru) Yandex
- (wd) trouver des œuvres sur Wikidata

La commune de Serafão est située dans la municipalité de Fafe, dans la région nord du Portugal. Elle se trouve à environ 12 kilomètres à l'est du centre-ville de Fafe.

## Économie
La région est principalement agricole, avec des terres fertiles propices à la culture du maïs, du blé, des légumes et des fruits.

## Démographie
La commune de Serafão abrite une population d'environ 300 habitants. Les habitants sont souvent engagés dans des activités agricoles ou travaillent dans les villes voisines.

## Monuments
Au cœur de Serafão se trouve l'église paroissiale de São Tiago, datant du XVIIIe siècle. Elle est un lieu de culte important pour les habitants de la commune et témoigne de l'histoire et de la tradition religieuse de la région.